# Farancia erytrogramma
Espèce
Synonymes
- Coluber erytrogrammus Palisot de Beauvois, 1802
- Homolopsis parviceps Blyth, 1854

Statut de conservation UICN

 LC  : Préoccupation mineure
Farancia erytrogramma  est une espèce de serpents de la famille des Dipsadidae.

## Répartition
Cette espèce est endémique des États-Unis. Elle se rencontre dans le sud-est de la Louisiane, dans le Mississippi, dans l'Alabama, en Géorgie, dans le nord de la Floride, en Caroline du Sud, en Caroline du Nord, dans l'est de la Virginie et dans le sud du Maryland.

## Description

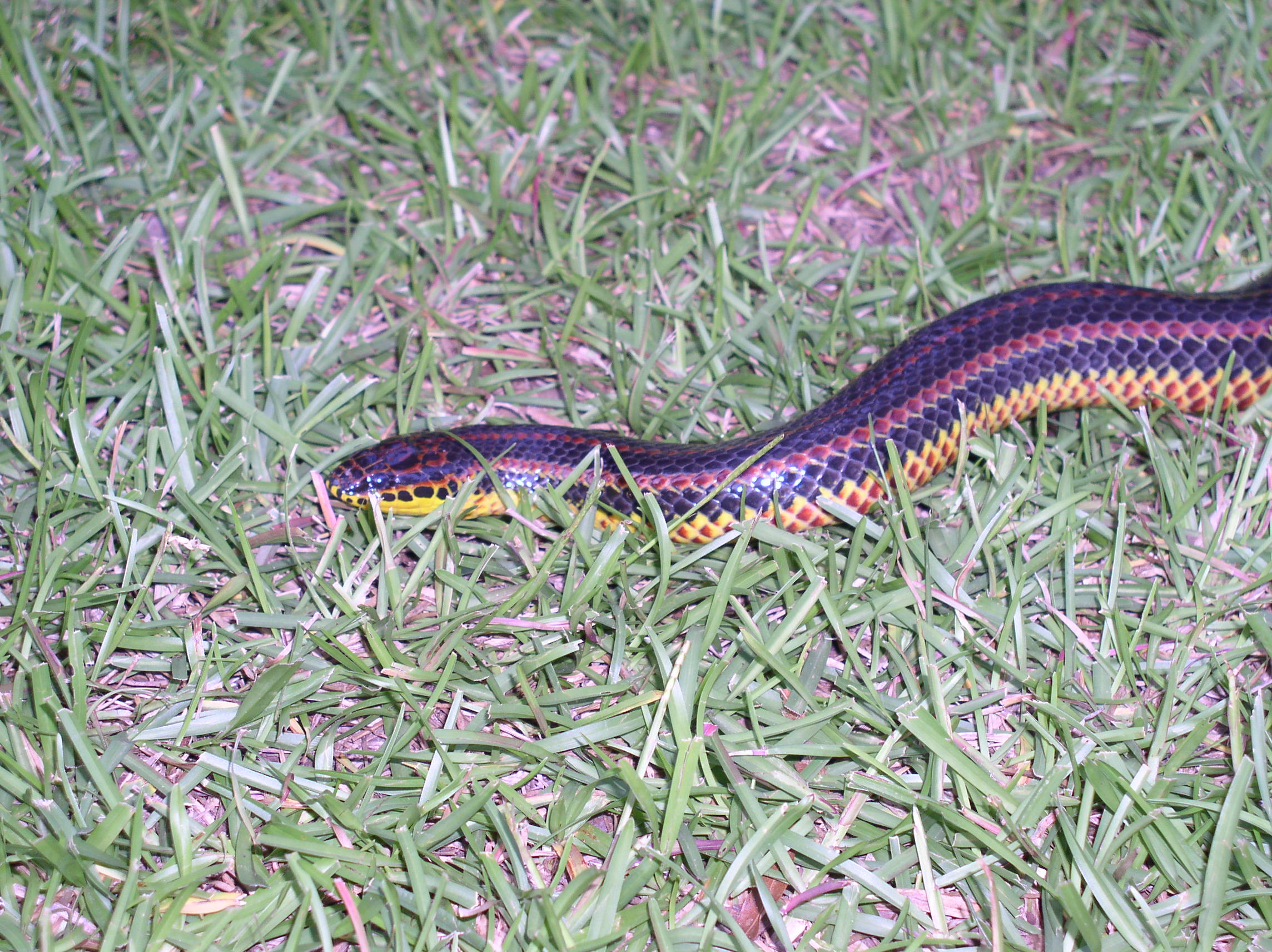
Farancia erytrogramma

C'est un serpent ovipare.

## Liste des sous-espèces
Selon The Reptile Database (3 septembre 2013) :
- Farancia erytrogramma erytrogramma (Palisot de Beauvois, 1802)
- Farancia erytrogramma seminola Neill, 1964 - Floride

## Publications originales
- Palisot de Beauvois, 1802 : Mémoire sur les Serpents. in Sonnini de Manoncourt & Latreille, 1801 : Histoire Naturelle des Reptiles. Détérville, vol. 3 (texte intégral).
- Neill, 1964 : Taxonomy, natural history, and zoogeography of the rainbow snake, Farancia erytrogramma (Palisot de Beauvois). American Midland Naturalist, vol. 71, p. 257-295.